# Phaon iridipennis
Phaon iridipennis е вид водно конче от семейство Calopterygidae. Видът не е застрашен от изчезване.

## Разпространение
Разпространен е в Ангола, Бенин, Ботсвана, Габон, Гамбия, Гана, Гвинея, Гвинея-Бисау, Демократична република Конго, Екваториална Гвинея, Етиопия, Замбия, Зимбабве, Камерун, Кения, Кот д'Ивоар, Либерия, Малави, Мозамбик, Намибия, Нигерия, Свазиленд, Сенегал, Сиера Леоне, Сомалия, Танзания, Того, Уганда, Централноафриканска република и Южна Африка.